# Castlevania Puzzle: Encore of the Night
Castlevania Puzzle: Encore of the Night es un videojuego de la franquicia Castlevania. Fue desarrollado por Konami y publicado en el 2010 para iPhone.
Este juego fue creado como un pasatiempo, ya que, a diferencia de entregas anteriores, no posee el recorrido del castillo de Drácula ni nada parecido. Aunque el juego rescata los personajes y algunos escenarios de Castlevania: Symphony of the Night, su objetivo principal es ir acomodando piezas para ir ganando, y conforme se vaya mejorando, se puede o no ganarle al enemigo en un enfrentamiento, pero todo es a base de un motor de juego similar a Panel de Pon.
Además, este es el segundo juego de Castlevania que su título en japonés está escrito con caracteres ingleses.